# Greifzahn
Als Greifzahn wird ein an einem Baggerlöffel befestigter hydraulisch bewegbarer Gegenhalter bezeichnet.
Diese Kombination aus Tieflöffel und Greifer (auch Kombilöffel genannt) wird hauptsächlich bei kleineren Baggern bis zu einer Gewichtsklasse von 10 Tonnen verwendet.
Einsatzgebiete:
- Abbruch
- Asphaltausbau
- Rodungsarbeiten
- Sortierarbeiten im Recyclingbereich
- Versetzen von Wasserbausteinen (Granitsteinen)
- Allgemeine Grabungs- und Ladearbeiten

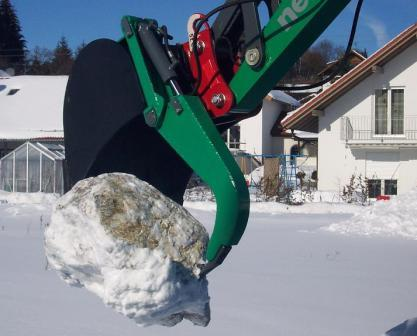
Greifzahn mit Granitstein
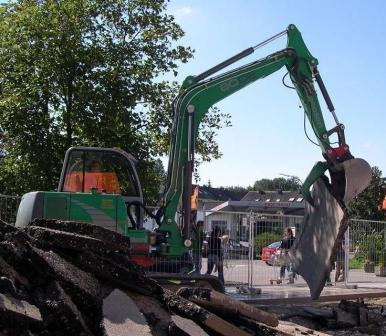
Greifzahn beim Asphaltausbau

Ähnliche, etwas einfachere Konstruktionen, sind in den USA unter dem Namen excavator thumb (englisch excavator „Bagger“; thumb „Daumen“) bekannt.
Bei diesen Systemen ist der Gegenhalter am Baggerstiel und nicht am Löffel angebaut.
Der Greifzahn wird dort thumb genannt, weil er eine ähnliche Funktion wie der Daumen an der menschlichen Hand hat.

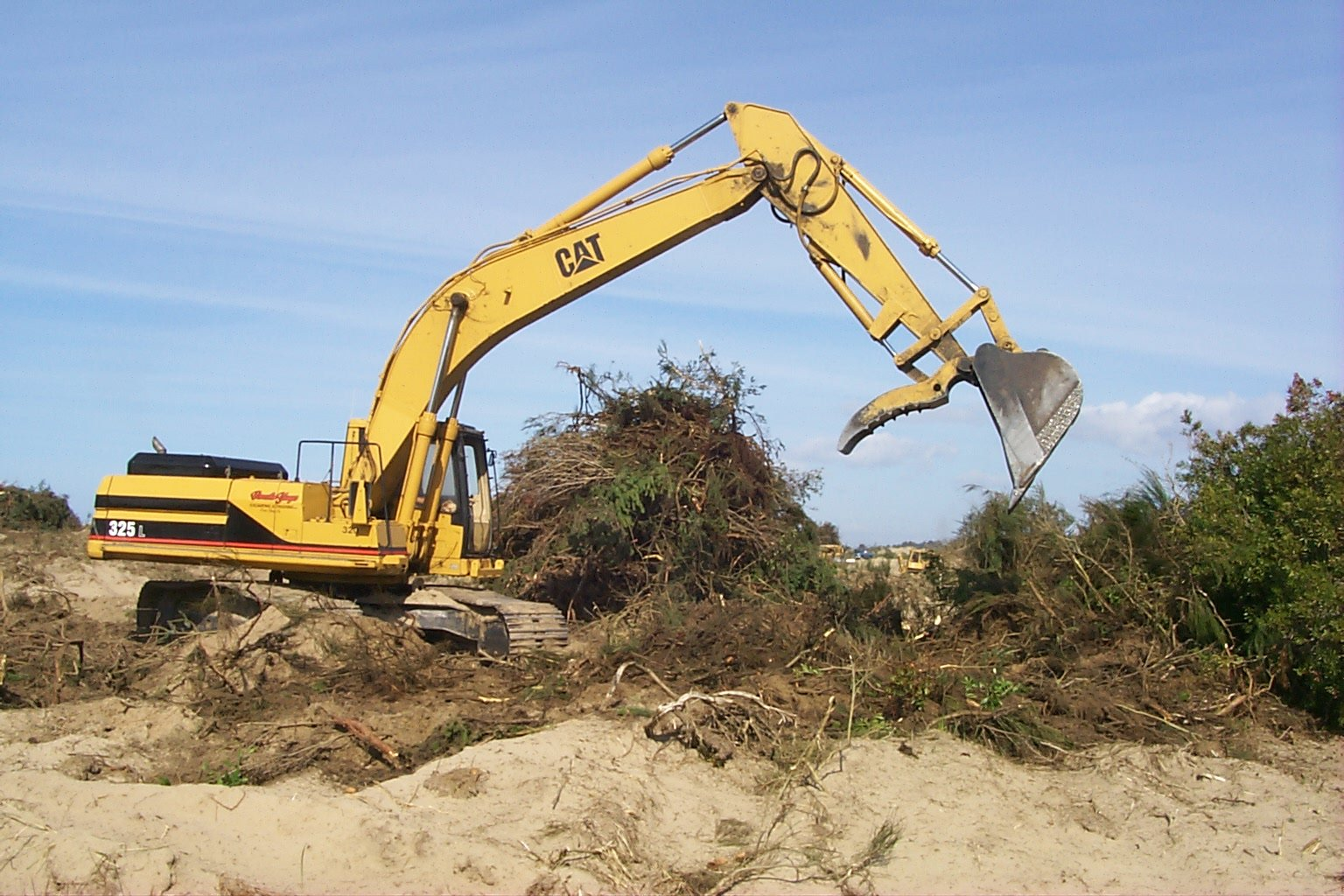
Bagger mit einfachem Gegenhalter